# Olympiska sommarspelen 1916
Olympiska sommarspelen 1916 blev inställda på grund av det pågående första världskriget. Spelen var planerade att gå i Berlin med Deutsches Stadion som huvudarena. Efter 20 år kom arenan att användas vid Olympiska sommarspelen 1936.